# マルクス・ガブリエル
マルクス・ガブリエル（Markus Gabriel, 1980年4月6日 - ）は、ドイツの哲学者。ボン大学教授。専門書だけでなく、哲学に関する一般書も執筆している。

## 略歴
哲学、古典文献学、近代ドイツ文学、ドイツ学をハーゲン大学、ボン大学、ハイデルベルク大学で学んだ。2005年、イェンス・ハルフヴァッセンの指導のもと、後期シェリングの研究によりハイデルベルク大学から博士号を取得した。2005年にリスボン大学の客員研究員、2006年から2008年にかけてドイツ研究振興協会の研究員としてハイデルベルクに滞在した。2008年には古代哲学における懐疑主義と観念論についての研究によりハイデルベルクにてハビリタチオン（大学教授資格試験）に合格する。2008年から2009年にかけて、ニューヨークのニュースクール大学哲学部で助教を務めた。2009年7月に史上最年少の29歳でボン大学に着任し、認識論・近現代哲学講座を担当すると同時に、同大学国際哲学センター長も務めている。過去にはカリフォルニア大学バークレー校の客員教授も務めた。「哲学界のロックスター」とも呼ばれる。
複数の言語（ドイツ語、英語、イタリア語、ポルトガル語、スペイン語、フランス語、中国語）を自在に操り、また古典語（古代ギリシャ語、ラテン語、聖書ヘブライ語）にも習熟している。ガブリエルは既婚者である。

## 哲学
2013年、ガブリエルは『Transcendental Ontology: Essays in German Idealism』を上梓した。セバスチャン・ガードナーによる書評が『ノートルダム・フィロソフィカル・レビュー』に掲載され、次のように評価されている。「英語で書かれた本書は、ガブリエルによるドイツ観念論の読解がこれまでで最も包括的に提示されたものである。［…］豊かなアイデアが限られた紙幅に凝縮されているため、読者は予めかなりの関連知識を有していることが求められる」。
あるインタビューにて、ガブリエルは次のように述べている。「現代の形而上学者の殆どは、自らの研究テーマを特徴づけることに失敗しています。彼らは『世界』や『現実』のような言葉を、特に明確な説明を与えることなく、しばしば同じ意味で用いています。私見では、こうした全体性を表す表現は、存在するという性質をもつものを指示することはできません」。また次のようにも説明している。

私はメタ存在論とメタ形而上学というカント以来の伝統を復活させようとしています。周知の通り、メタ存在論という言葉を導入したのはハイデガーであり、また彼はカントの哲学が「形而上学についての形而上学」であるとも明言しています。私が用いるメタ形而上学的ニヒリズムという言葉の意味とは、世界など存在しない、つまり、世界についてその究極的本性、本質、構造、構成、カテゴリー的輪郭などが問われるとき、その問いかけには意図されているような概念的内容が欠けている、ということです。万物を絶対的に構成している何か大きなものがあるという考えは、それが自然的なものであれ理性が不可避的に有する性質であれ、幻想なのです。現代の議論において影響力を持っているネオ・カルナップ主義者たちも同様の結論に至っていますね。彼らの研究で言われていることの多くに私は賛同しており、それをカント的、ポスト・カント的哲学におけるメタ存在論／メタ形而上学の伝統と連結させようと試みているのです。

2021年には、資本主義に代わるものを展開することができる新しい理論を構築するためには、最高の論理学体系であるヘーゲル、マルクスに助けになる概念的原型があり、次いで、フレーゲの体系があり、「フレーゲル（Fregel フレーゲ＋ヘーゲル）」が論理的な基礎になって、新しい理論を構築することができると述べた。

## 日本について
「日本はソフトな独裁国家」だとしている。初めて訪日したのは2013年で、地下鉄に乗った際に女性専用車両だと知らずに乗り込もうとして、白手袋をした駅員に背中をつかまれた。そのとき、日本は非常に組織化されていると感じる。ベルリンの地下鉄を例に出し、そこではドラッグを使用している者すらいる。日本では自由に対する多くの制約がある。それはハイレベルな制約が招いた結果だ。ある意味これは「ソフトな独裁国家」だと感じた。また著書で、「私が日本をひと言で表そうと思ったら『精神の可視性』といいます。日本人はお互いの気持ちが手に取るように見えるのです。非常に精神的な文化で、どこにおいても、精神が可視化しているので、哲学をするには大変強力な場所です」と述べている。

## 京都哲学研究所への参画
ガブリエルは、2024年8月1日付で京都哲学研究所（Kyoto Institute of Philosophy）にSenior Global Advisorに就任した。同研究所は、2023年7月、「価値多層社会」を目指す国際的な訴求力を持った運動体の形成を目指して設立されたものであり、京都大学の哲学教授である出口康夫とNTT会長である澤田純が共同代表理事を務めている。

ガブリエルは京都哲学研究所のSenior Global Advisor就任にあたって次のようにコメントしている。
生成AIやその他の新しいデジタル技術の急速な発展により、人類は価値観の危機に直面しています。複雑化の一途をたどる現代社会において、分野や学問領域を超えて協働する新たな公共哲学が求められています。その目的は、AI時代において私たちが善く生きることを可能にする新たな価値観を構築することです。京都哲学研究所はこの喫緊の課題に応えるべく、哲学、ビジネス、そして他の様々な分野の力を結集することにより、デジタルインフラの再構築を目指しています。この度、未来社会を見据え、最高水準の研究を目指すこの新たな研究所にシニア・グローバル・アドバイザーとして参加できることは、この上ない喜びであり、光栄です。

## 新型コロナ後の世界
「新型コロナ前の世界に戻りたい」は、絶対に不可能だ。コロナ前の世界はよくない。私たちは開発速度があまりに早すぎたため、人間同士の競争で地球を破壊した。2020年に起きたことは最後の呼びかけだった。自然が「今のようなことを続けるな」と訴えるかのようだった。「新型コロナ前の世界に戻りたい」という願望があれば、それは間違いだ。非常に裕福な人たちは、コロナ危機で稼いでいる。得た利益をパンデミックで苦しんでいる人や国に分け与えるべきだ。コロナをきっかけに、世界の価値観の中心が倫理や道徳になるべきで、私はこれを「倫理資本主義」と呼び、ポストパンデミックの産物になりうると考える。環境問題や貧困など世界的な問題は、グローバル経済が過度に利益を追求し過ぎた結果だと考える。増えた富は倫理観に基づき再配分するが、これが完璧なインフラだ。倫理と経済は相反するものではない。富とは富を共有する可能性で、他者のためによいことをする可能性だと主張する。
人類は連携すべきだが、現実は分断している。アメリカと中国いずれの国も世界を支配するとは思わない。その点では超大国は存在しない。単に力のある国家が存在するだけだ。絶対的な覇権への幻想など気にせずに今までとは異なる組織が必要だ。新しい啓蒙思想を作るためには同盟関係を結ぶべきだ。パンデミックは何事も可能だということを示した。世界的なロックダウンなど、不可能だと思えることが現実に起きた。不可能に見えるが、国々が連携し、二極対立をしているアメリカと中国よりも強力な同盟を構築すべきだ。両国は善良なことはしていない。兵器に対する潜在的な対立を形成している。だから両国の間かその周辺で第三の方法を探さねばならないと考えている。自由民主主義に代わるものがあるとは考えていないが、ロックダウンは民主的な政策ではなく、ワクチン接種こそが民主的政策だと考えている。コロナ危機に対し、民主主義よりも効率的な解決策を講じた制度があると思うのは幻想だ。問題はウィルスが生物学的現象だということだ。法律ではウィルスを制御できない。どう行動するかが問題だ。ヨーロッパの死者数は100万人をはるかに超えたが、それでも民主主義は健在だ。共産党の独裁主義が民主主義国家よりもうまく対処したとはいえない。中国のプロパガンダに過ぎないと発言した。将来について、啓蒙思想、すなわち倫理や哲学が勝つと考えている。そのために日本レベルの心を読むすべが必要になるかもわからない。若い世代のお陰で環境意識が高まっているように、子供に投票権がないのは人道的な恥だ。若者は将来のために戦わなければ、未来の多くが失われる。権力者に若者の善行、関心事、洞察力を抑圧させてはいけないとも発言した。

## 剽窃疑惑
ルーマニアの哲学者ガブリエル・ヴァカリウ（Gabriel Vacariu）は、マルクス・ガブリエルによって自分のアイデアを剽窃されたと訴えている。ヴァカリウの主張によれば、彼の論文「Mind, Brain and Epistemologically Different Worlds」（2005年12月）で展開されている議論が、出典を明らかにすることなくマルクス・ガブリエルに盗用されたという。
マルクス・ガブリエルは自著で相手のことを「クレイジーな哲学者」と断わった上で、「この問題について、ウィキペディアのわたしのページには長い期間“controversy（論争）”というタイトルで独立した項目がありました」「最終的には私が大学からの書簡をオンライン上に載せ、ようやくウィキペディアの項目は削除されました」と答えている。ボン大学の弁護士で、科学における不正行為に関する事件のオンブズマンであるカール＝フリードリヒ・シュトゥッケンベルク（de:Carl-Friedrich Stuckenberg）によれば、ヴァカリウの申し立ては不当であるという。

## 著作
- Der Mensch im Mythos: Untersuchungen über Ontotheologie, Anthropologie und Selbstbewusstseinsgeschichte in Schellings „Philosophie der Mythologie“. Walter de Gruyter, Berlin/New York City 2006, ISBN 978-3-11-019036-6.
- An den Grenzen der Erkenntnistheorie. Die notwendige Endlichkeit des objektiven Wissens als Lektion des Skeptizismus. Karl Alber, Freiburg i. Br./München 2008. ISBN 978-3-495-48318-3.
- Antike und moderne Skepsis zur Einführung. Junius, Hamburg 2008, ISBN 3-88506-649-1.
- Zus. mit Slavoj Žižek: Mythology, Madness, and Laughter: Subjectivity in German Idealism. Continuum: New York/London 2009
スラヴォイ・ジジェク共著、大河内泰樹、斎藤幸平監訳『神話・狂気・哄笑：ドイツ観念論における主体性』堀之内出版、2015年
- Skeptizismus und Idealismus in der Antike. Suhrkamp, Frankfurt a. M. 2009. ISBN 978-3-518-29519-9.
- Die Erkenntnis der Welt. Eine Einführung in die Erkenntnistheorie. Karl Alber, Freiburg i. Br./München 2012. ISBN 978-3-495-48522-4.
- Warum es die Welt nicht gibt. Ullstein, Berlin 2013, ISBN 978-3-550-08010-4.
『なぜ世界は存在しないのか』 清水一浩訳、講談社選書メチエ、2018年。ISBN 978-4-06-258670-2.
  - Das Heidegger-Vehikel läuft noch recht gut, FAZ, 23. Juli 2013.
  - Radikale Mitte, Die Zeit, 24. August 2013.
  - Der Bengel-Faktor, Jungle World, 29. August 2013.
- Fields of Sense: A New Realist Ontology. Edinburgh University Press, Edinburgh 2015, ISBN 978-0-7486-9289-7.
- Neo‐existentialism.  Polity Press, Cambridge 2018, ISBN 9781509532483.
『新実存主義』 廣瀬覚訳、岩波書店、2020年。ISBN 978-4-00-431822-4.
- Transcendental Ontology: Essays in German Idealism.  2013
  - 『超越論的存在論: ドイツ観念論についての試論』 中島新、中村徳仁訳、人文書院、2023年。ISBN 978-4409031285
- 『倫理資本主義の時代』 斎藤幸平、土方奈美訳、早川書房、2024年。ISBN 978-4-15-340028-3
- Der Sinn des Denkens.  2018
『考えるという感覚/思考の意味』 姫田多佳子・飯泉佑介訳、講談社選書メチエ、2024年。ISBN 978-4-06-535293-9

## 関連書籍
- 丸山俊一、NHK「欲望の時代の哲学」制作班著「マルクス・ガブリエル 欲望の時代を哲学する」 NHK出版 2018年
- 丸山俊一、NHK「欲望の時代の哲学」制作班著「マルクス・ガブリエル 欲望の時代を哲学するⅡ 自由と闘争のパラドックスを越えて」 NHK出版 2020年
- 丸山俊一、NHK「欲望の時代の哲学」制作班著「マルクス・ガブリエル 欲望の時代を哲学するⅢ 日本社会への問い」 NHK出版 2023年
- 丸山俊一、NHK「欲望の時代の哲学」制作班著「マルクス・ガブリエル 危機の時代を語る」 NHK出版 2020年
- 丸山俊一、NHK「欲望の時代の哲学」制作班著「マルクス・ガブリエル 新時代に生きる「道徳哲学」 」NHK出版 2021年